# 盗めるアート展

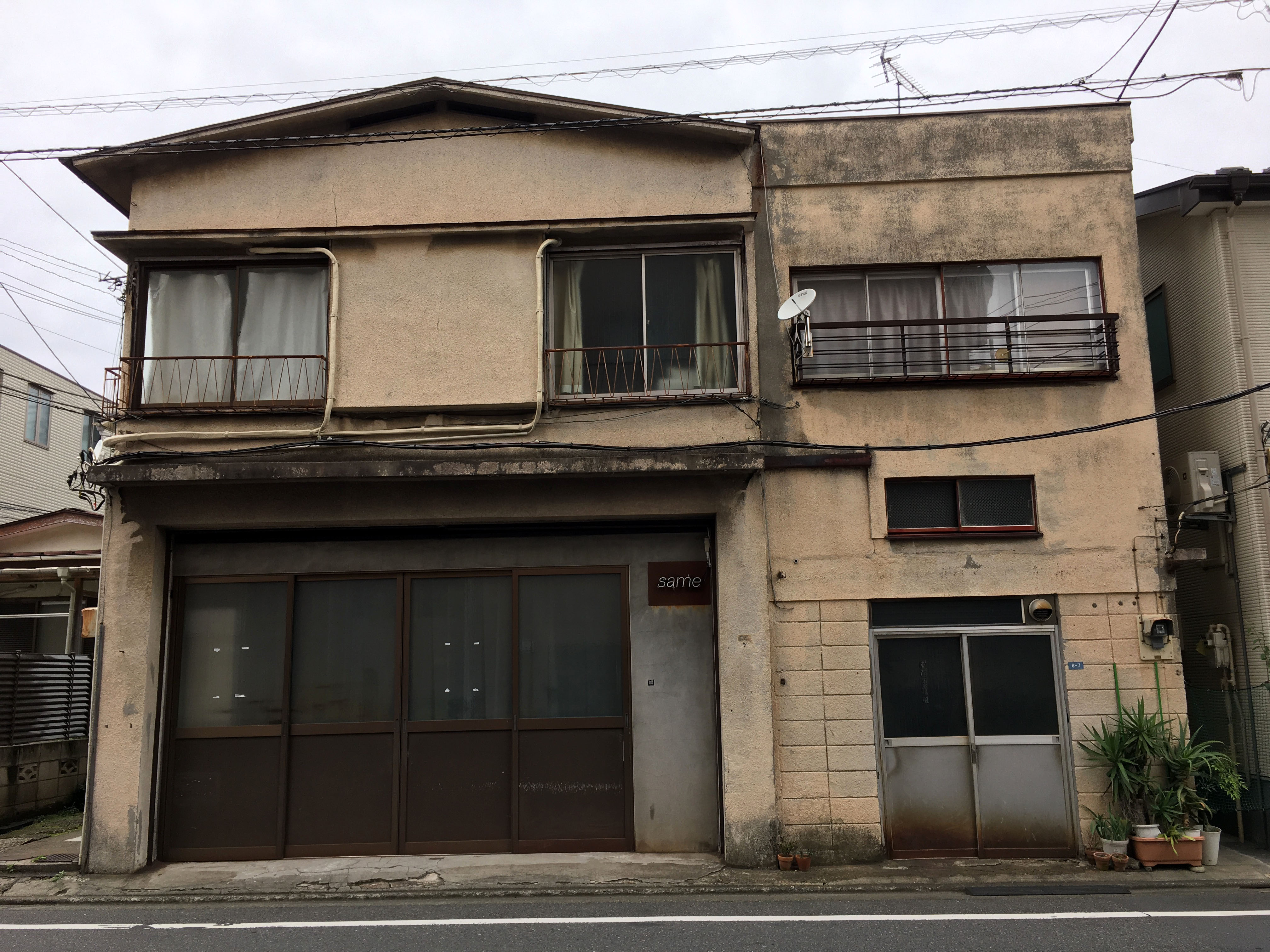
会場となった same gallery（1階左側）

盗めるアート展（ぬすめるアートてん）はアート・ディレクターの長谷川踏太が企画し2020年7月9日深夜に東京・荏原の same gallery で開いた展覧会。これは作品を展示したギャラリーを10日間、昼夜を通じ無防備な状態で開放し、来場者が気に入った作品をいつでも自由に「盗める」という実験的な企画だったが、初日には話を聞きつけた約200人が会場前に詰め掛け、開場時間直前にギャラリーへ雪崩れ込んで即座に11作品全てを持ち去り、ほぼ一瞬で閉展した。

## コンセプト
美術作品とは美術館や画廊で遠巻きに鑑賞するものというのが世間一般の捉え方だが、長谷川はそうした作品と鑑賞者の間にある距離と様相を変容させる実験に以前から関心を寄せ、2020年3月に same gallery が開業した際には、オープニング・イベントとして来場者が思い思いに自分の作品や所蔵品を持ち寄って壁に飾る「Bring Your Own Art」というパーティを開いていた。
長谷川はそこからさらに、美術作品との関わり方として「観る」「買う」以外の別な体験を提供できないかと考え、「盗む」という本企画を立ち上げるに至った。長谷川は絵画泥棒のドキュメンタリーを好み、また作品が盗まれることは作者のステータスの証であり、ある意味で名誉だとすら考えていた。
会場の same gallery の建物は道路に面して広く間口を取れる構造になっており、長谷川はこの物件を見つけた時にスタッフと「野菜の無人販売のような営業ができるね」と話していた。また武蔵野市にある24時間無人営業の古本屋「BOOK ROAD」の営業形態も本企画のヒントとなった。
展示会の告知用ポスターでは、次のように趣旨が説明された。
開催前のインタビューで長谷川は次のように語った。すなわち、美術作品はそれ自体は実利的なものでなく受け手の主観でいかようにも価値が決まるものであり、換言すれば価値の相対性を持つ。ゆえに絵画泥棒は作品の価値を「主体的に」認めたからこそその作品を盗むのであり、それは日用品を盗むような即物的な窃盗行為とは次元が違う。本企画は「“盗む”とアートの掛け合わせが、ちょうどいいバランスだからこそ成り立つ」。

### 出展者
長谷川は、実績あるベテランから若手まで幅広く「作品を盗まれても喜びそうな人」に声をかけ、企画の趣旨に賛同した現代アーティストとクリエーター11組がそれぞれ1作品ずつを出展した。作品は1点を除き全て新作で、アーティストらはほぼ無償での提供を申し出た。
出展者は以下の通り。
- 五味彬
- エキソニモ
- 伊藤ガビン
- 中村譲二
- Naoki “SAND” Yamamoto
- 村田実莉（skydiving magazine）
- 平野正子（skydiving magazine）
- Merge Majordan
- ヌケメ
- やんツー
- 加賀美財団コレクション

村田実莉は作品「GODS AND MOM BELIEVE IN YOU」を出展した。これは作品タイトルを印字した偽のクレジットカード約150枚と多数の財布・インド通貨を取り混ぜ床にばらまいて構成した作品で、「財布をすられるような、生活に潜む“盗む”」をコンセプトにしている。村田は前年の10月からインドに住んでその宗教観に感化され、それがタイトルの「神」に表れている。偽クレジットカードに刻まれた作品タイトルからは、神と母のまなざしの下で盗みの誘惑に抗えるかという含意がうかがえる。
加賀美財団コレクションは作品「Untitled」を出展した。これは一枚の紙きれにサインペンで「ギャラリーへ持ってくる途中に盗まれました」と手書きして壁に貼り付けただけの代物で、「盗まれるのは癪だから、盗ませないようにするにはどうすればいいかを考えた」結果だという。
中村譲二は作品「モナリザを盗んでみたい人の為の」を出展した。これはモナリザを模したモノクロのシンプルなスケッチ画であり、来場者にあの名画を盗む体験を提案するものになっている。
Merge Majordan は作品「セル　フ　ディヴィジョン」を出展した。この布アートは境目にわざわざキリトリ線を入れ、真下の床にはハサミも用意し、複数の来場者が分け合える工夫をしている。
Naoki “SAND” Yamamoto は作品「Midnight　Vandalist」を出展した。これは同じイラストの紙を日めくりカレンダー状に束ねたもので、皆で一枚ずつ破って持ち帰るか、一人で冊子ごと持ち帰るか、来場者に委ねる形になっている。
平野正子は作品「Narcissi」を出展した。この作品がメルカリに出品された際、平野は送料の自己負担や作品の実家への送付を条件に値下げ交渉を持ちかけたことを明かしている。

### 展示方針
住宅街の路上に面した約40平方メートルのギャラリー内に11作品を展示し、2020年7月10日午前0時から10日間にわたって24時間自由に出入りできるようにする。中継・録画用の監視カメラは設置するが、それ以外にはセキュリティのための人員や設備は置かない。来場者は一団体につき一点だけ気に入った作品を無料・無断で持ち帰る（盗む）ことができる。全作品が盗まれた時点で、会期内でも閉展とする。

## 当日
この展覧会は本来2020年4月に開催する予定だったが、コロナ禍を受けて延期されていた。外出自粛が明けた6月に再告知を行なったところ、SNS を中心に大きな反響を呼び、どうやって盗むかの相談などで盛り上がりを見せるようになった。長谷川も問い合わせの状況などから手ごたえを感じ、事前の取材では「（外出自粛により）文化的なイベントへの欲求が高まっているようだ」「1、2時間で全作品が盗み出されるのではないか」と見通しを述べていた。
いよいよ会期の初日、7月10日午前0時開始の「泥棒タイム」を前にして、9日午後6時から9時の間、作品のお披露目を兼ねたオープニング・レセプションが会場で開かれ、換気や入場制限などに気を配りながら関係者や子連れの家族などがこれから盗まれる作品を鑑賞しあった。
会場の前には SNS などで話を聞きつけた「泥棒」がちらほら集まり始め、中には始発で帰るつもりで八王子市や三鷹市から遠路やってきた者や、レトロな和風の泥棒姿でコスプレを楽しむ者もいた。集まったのは多くが20-30代の若者で、開場を待ちながら談笑しあう様子は、レア・アイテムの無料配布を皆で楽しみに待っているという風情で、混乱した様子はなかった。
やがて開場時間が近づくにつれ、会場前の狭い路上に連なる群衆は200人ほどに膨れ上がった。近隣住民からの苦情で警察が出動し、午後11時30分ごろには大混雑の周辺道路を誘導灯で交通整理するまでになった。会場は住宅街のただ中にあるため深夜の喧騒状態は避けなければならず、想定以上に人で溢れかえってしまい危険にもなってきたため、長谷川はこれ以上人が集まる前にと開場時間を20分前倒しすることを決めた。
午後11時35分頃、唐突にそれは始まった。
約1分間で全ての作品が持ち去られた。もっとも長谷川によると暴動という雰囲気ではなく、中にはルール通りじゃんけんで持ち主を決める来場者もいるなど、来場者同士が互いに諍い合うような険悪な空気ではなかった。多くは作品を奪われまいと走り去り、10分ほどして会場は閉められたが、午前0時を回っても混乱は続いていた。その後も混乱のなか落とし物が届けられたり、作品と間違えて持ち帰った備品の返却を申し出る者がいるなど、来場者には一定の節度が見られたという。
閉展直後から、フリマアプリ「メルカリ」やオークションサイト「ヤフオク!」で展示作品の出品が相次ぎ、3000円から10万円まで様々な値がついた。展示品を騙った贋作も出品されたりしたが、展示作品は会場では値札が付いていなかったにもかかわらず適正価格がついていった。
日が明けてから、長谷川は会場や周辺が混乱を極めたことについて「本展は本来このような混乱を招来することを意図して企画したものではなく、恥ずかしながら当日の顛末は予想できておりませんでした」と公式サイト上で釈明・謝罪した。SNS の利用者らからは、会場での騒動からその後のメルカリ出品祭りまで含めて、最早ひとつのアート・パフォーマンスのようだという声や、オークションサイトの方が展示の本会場だと揶揄する声が上がった。また、実際に近所迷惑になっており、アートというよりはモラルや礼儀に関する問題であると、開催当日の見通しの甘さを指摘する意見もあった。